# Gymnasium am Romäusring Villingen-Schwenningen
Das Gymnasium am Romäusring (GaR) ist eine städtische Schule in Villingen-Schwenningen. Im Stadtteil Villingen ist es eines der drei allgemeinbildenden Gymnasien neben dem Gymnasium am Hoptbühl und dem Gymnasium St. Ursula.

## Geschichte

### Gründungszeit

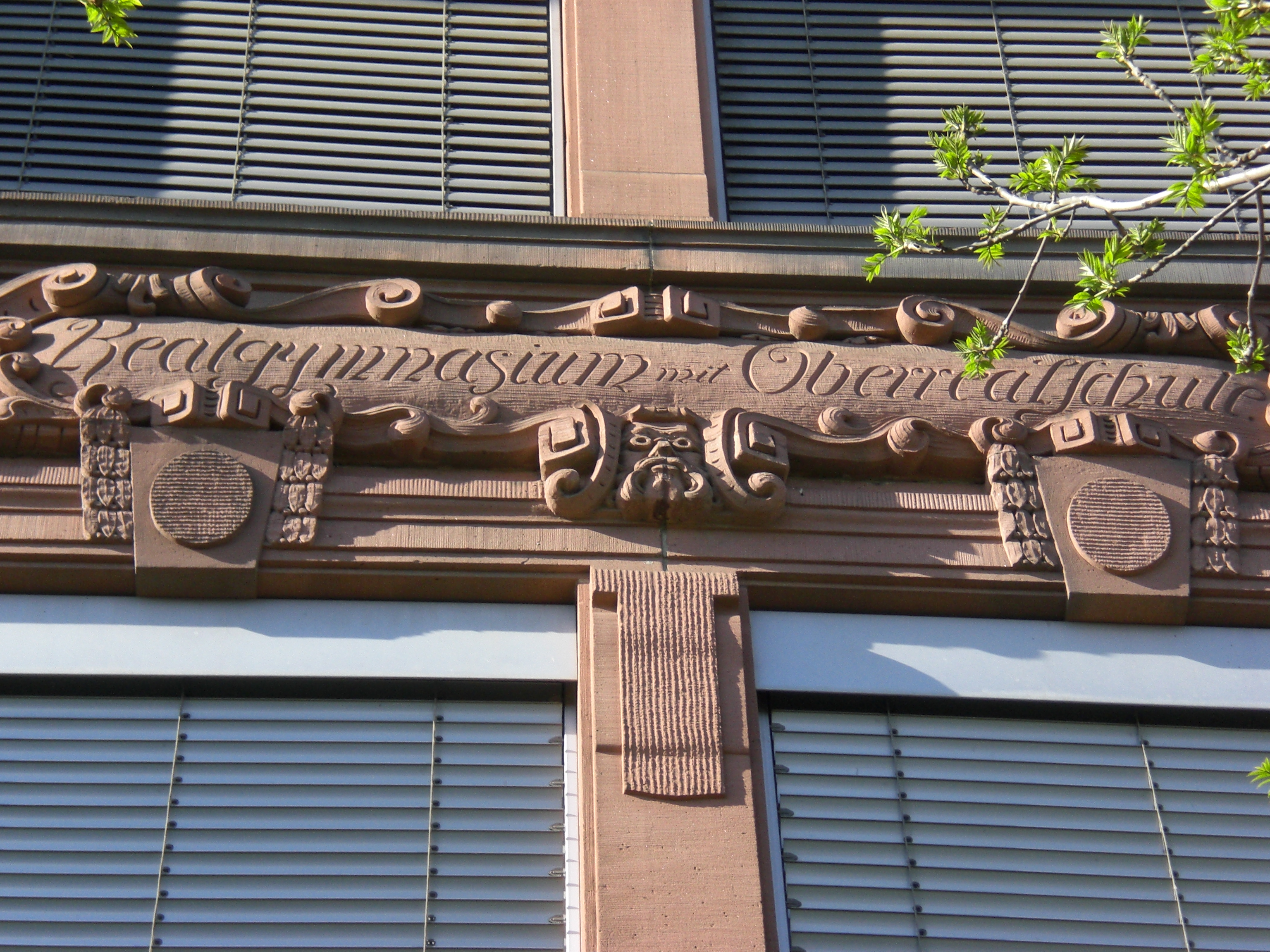
Bauzeitliche Inschrift: Realgymnasium mit Oberrealschule

In Villingen gab es schon seit dem Mittelalter zwei höhere Schulen, die von zwei der dort ansässigen Klöstern, den Franziskanern und den Benediktinern, (gemeint ist das Benediktinergymnasium Villingen) betrieben wurden. Beide Gymnasien mussten Anfang des 19. Jahrhunderts schließen, als der neue Landesherr, das Großherzogtum Baden eine andere Schulverteilung vorsah. In dem folgenden Jahrhundert bemühte sich Villingen, in seinem Stolz brüskiert, stetig, wieder ein Gymnasium bewilligt zu bekommen. Man reichte beim Großherzoglichen Oberschulrat den Antrag ein, die bestehende Realschule, das Rudiment des einstigen Benediktinergymnasiums, zu einem Realgymnasium zu erweitern. Dieser Petition wurde 1907 stattgegeben. Für den Neubau eines Schulgebäudes wurde ein Architektenwettbewerb durchgeführt, und schon am 17. September 1907 fand die Grundsteinlegung statt. Nach zweijähriger Bauzeit wurde 1909 der heutige Altbau des Gymnasiums am Romäusring mit einem Festakt feierlich eröffnet. Der Lehrbetrieb startete schließlich mit 22 Lehrkräften und 322 Schülern. Schüler aus Villingen und St. Georgen, aber auch einige aus dem Ausland (Odessa oder Paris) konnten nun nach einem dreiklassigen Unterbau, den Gymnasiasten und Realschüler gemeinsam besuchten, nach vier weiteren Jahren, also nach der elften Klasse, die Mittlere Reife ablegen oder nach sechs Jahren das Abitur. Bereits im nächsten Schuljahr wurde das Realgymnasium um eine Oberrealschule erweitert, die ebenfalls zum Reifezeugnis führte.

### Nationalsozialismus
Anfangs war das Gymnasium für die Schülerzahlen noch großzügig dimensioniert und so konnte 1935 ein Schülerheim für die auswärtigen Schüler im Dachgeschoss eingerichtet werden und die Schule nannte sich „Realgymnasium mit Aufbauprogymnasium“. Bald hingegen zeigten sich die Auswirkungen des Nationalsozialismus, die unter anderem eine Umbenennung in Immelmann-Schule nach sich zogen. Max Immelmann war ein Jagdflieger im Ersten Weltkrieg und damit ein für die Indoktrination der Schüler geeigneter „Fliegerheld“, dessen „Geist in unserer Villinger höheren Schule weiterleben [soll]“. Gegen Ende des Zweiten Weltkrieges kam der Schulunterricht immer stärker zum Erliegen, bis die Schule Anfang 1945 geschlossen und zum Lazarett umfunktioniert wurde. Nach Kriegsende übergab die französische Militärregierung das bis 1947 noch immer als Lazarett genutzte Gebäude der Stadt Villingen, die es zunächst wiederherzustellen hatte. In der Zwischenzeit unterrichtete man unter schlechten Ausstattungs- und Platzbedingungen in Räumen der heutigen Klosterringschule, in welcher noch weitere Schulen untergebracht waren.
Heute erinnern zwei Mahnmale der Opfer der beiden Weltkriege, die Schüler oder Lehrer an der Schule waren.

### Die 70er Jahre

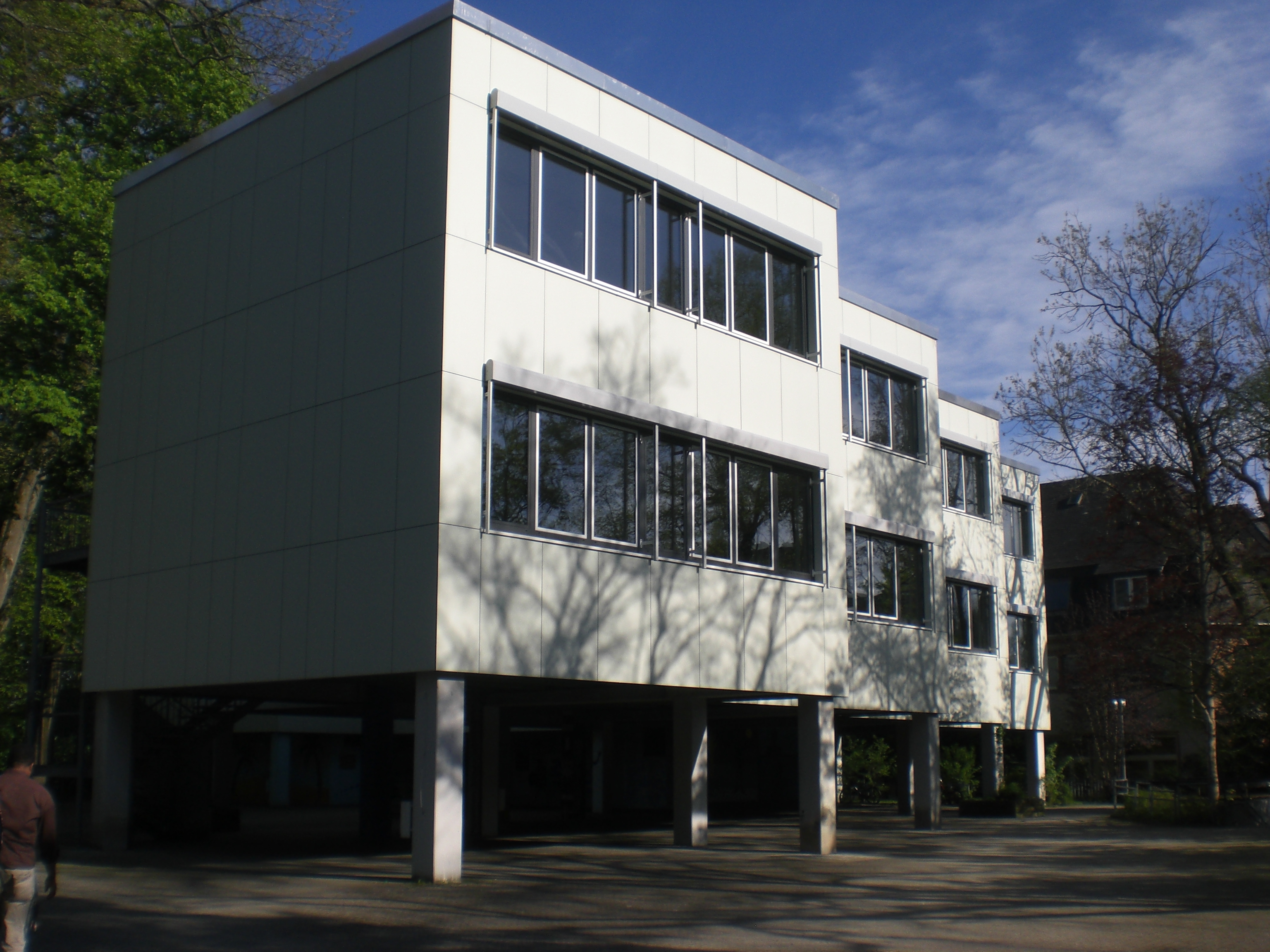
Neubau des Gymnasiums am Romäusring

Mit Überwindung der Nachkriegszeit in Deutschland ergaben sich für die nunmehr Gymnasium Villingen genannte Schule neue Probleme: von über 400 Schülern im Jahr 1954 bis 1961 Schüler im Jahr 1971 dramatisch anwachsende Schülerzahlen resultierten in einer ernsten Raumnot, der die Schulleitung zuerst mithilfe von Unterrichtsauslagerung in die ehemalige Kalkofenschule, das heutige Jugendhaus, begegnete. Ein weiterer Schritt war 1967 die Aufstellung von provisorischen Pavillons in Fertigbauweise, die Platz für sechs überdachte Klassenzimmer boten. Als weitere, langfristige Maßnahme genehmigte die Stadtverwaltung auf Drängen der Schulleitung hin den Bau eines zweiten Gymnasiums in Villingen. Das nun entstehende Gymnasium am Hoptbühl sollte die Rechtsnachfolge des Gymnasiums Villingen übernehmen, während das neu gegründete Gymnasium am Romäusring im alten Gebäude Platz fand. Weitere Baumaßnahmen wie die Ausgliederung der Turnhalle aus dem alten Schulgebäude in eine baulich getrennte Sporthalle auf der anderen Straßenseite des Romäusrings sowie ein zweigeschossiger Erweiterungsanbau, der sogenannte Neubau, in Stelzenausführung, welcher die Fertigpavillons ersetzte, sorgten für mehr zukunftsfähigen Platz.

### Gegenwart

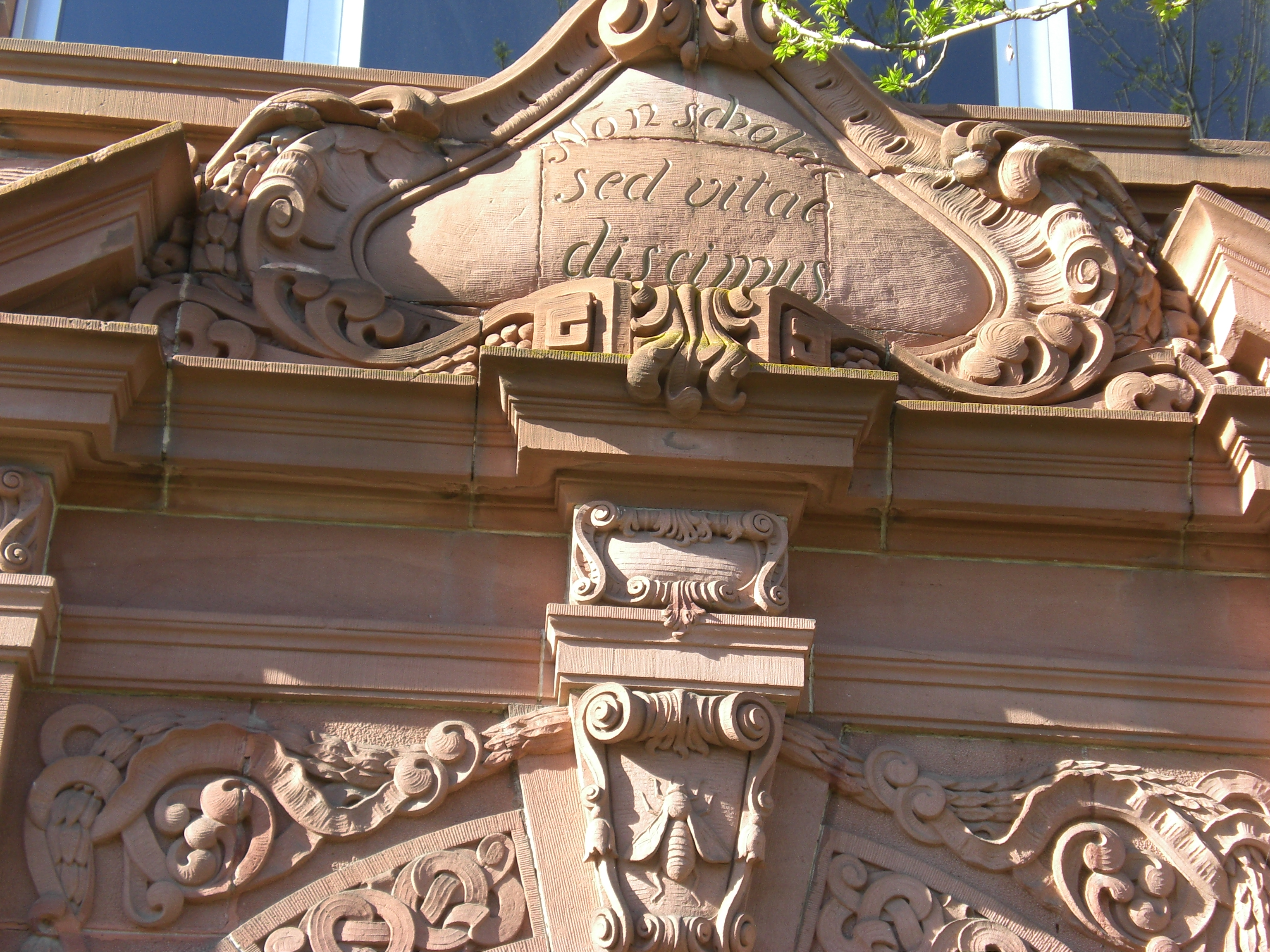
Inschrift über dem renovierten Schulportal

Das Gymnasium am Romäusring hat im Schuljahr 2011/2012 ca. 830 Schüler und 65 Lehrkräfte. Im Rahmen des hundertjährigen Schulgebäudejubiläums 2009 wurde der ehemalige Haupteingang, der zwischenzeitlich geschlossen war, renoviert und als Fluchttür in Betrieb genommen. Die metaphorische Bedeutung tragende Biene und der auf Seneca zurückgehende Leitspruch „Non scholae, sed vitae discimus.“ (lateinisch: Nicht für die Schule, sondern fürs Leben lernen wir) über dem Portal ermuntern die Schüler zu Fleiß in eigenem Sinne.
Weil das Gymnasium am Romäusring mittlerweile eine Ganztagesschule ist, haben die Schüler die Möglichkeit, in der Mittagspause in das nahegelegene Gemeindehaus der St. Fideliskirche zu gehen, wo ein Mittagstisch eingerichtet worden ist. Von den geplanten 600 000 € für den Ausbau zur Ganztagesschule, die im kommunalen Haushalt 2009 vorgesehen waren, ist bisher nur ein Teil, der Einbau von Feuerschutztüren und die wärmetechnische Renovierung der Neubaufassade, realisiert worden.
In manchen Leistungskursen der Oberstufe findet eine Zusammenarbeit der drei allgemeinbildenden Gymnasien in Villingen statt, um das Unterrichtsangebot in einer ausreichenden Klassengröße zu gewährleisten. Während der renovierungsbedingten Auslagerung aufgrund zu hoher PCB-Belastung des Gymnasiums am Hoptbühl 2003–2005 beherbergte das Gymnasium am Romäusring gleichsam einige Klassen.

## Gebäude
Die Unterrichtsräume des Gymnasiums am Romäusring teilen sich in den 1909 fertiggestellten viergeschössigen Altbau, den der historistische Stil prägt, und den 1975 abgeschlossenen zweigeschössigen Neubau in Fertigbauweise, in dem zehn Klassenzimmer zur Verfügung stehen. Die Fachräume für Physik, Chemie, Biologie, Erdkunde, Informatik, Kunst und Musik sowie deren jeweilige Sammlungen befinden sich zusammen mit dem Rektorat im Altbau, während sich im funktionellen Neubau fast ausschließlich Klassenzimmer finden. Für den Sport- und den Schwimmunterricht ziehen die Schüler in die Sporthalle am Romäusring, beziehungsweise in das Schwimmbad am Hubenloch. Abends werden einige Kurse der Volkshochschule Villingen-Schwenningen im Gebäude des Gymnasiums am Romäusring abgehalten.
Das Gymnasium am Romäusring liegt zentrumsnahe an der historischen Stadtmauer Villingens auf der „Bügeleisen“ genannten Fläche. Das Gebäude ist das ursprüngliche Schulhaus des ältesten Villinger Gymnasiums der Neuzeit, des heutigen Gymnasiums am Hoptbühl. Die Bezeichnung „am Romäusring“ bezieht sich dabei auf seine Lage innerhalb des Viertels der Stadtanlage, das Romäusring heißt. Romäus war ein Villinger Sagenheld, der sich gegen die Obrigkeit aufgelehnt haben soll. Daher rührt auch das bis 2010 bestehende Sinnbild eines modernen Romäus an der Fassade des Neubaus, der die Passanten aufforderte, ihren „Geist zu befreien“.
2014 wurde der Ganztagesbereich im neu errichteten Untersäulenbau eröffnet.

## Pädagogisches Angebot

### Schulprogramm
Jede Jahrgangsstufe widmet sich neben den normalen Schulfächern unterschiedlichen Schlüsselkompetenzen. So liegt der Fokus in der Unterstufe auf dem musisch-kreativen Bereich mit den ersten Fremdsprachen Englisch und Französisch, in der Mittelstufe soll das soziale Engagement und die Persönlichkeit der Schüler durch Angebote wie Suchtprophylaxe oder einen Anti-Mobbing-Kurs geschärft werden. Hier erfolgt auch die Wahl entweder eines naturwissenschaftlich-technischen oder eines fremdsprachlichen Profils mit einer dritten Fremdsprache. Schließlich liegt der Schwerpunkt in den Klassen neun und zehn auf der Vorbereitung auf die Oberstufe und der Berufsorientierung.

### Arbeitsgemeinschaften
Die Schüler des Gymnasiums am Romäusring können sich in verschiedenen Bereichen außerhalb des Unterrichts einbringen. Das Angebot an Arbeitsgemeinschaften gliedert sich in sportliche, künstlerische, sprachliche, naturwissenschaftlich-technische und soziale Aktivitäten. Neben einer jungen und einer älteren Theatertruppe, die mit Unterbrechungen seit 1950 besteht, existieren seit Schulgründung ein Schulorchester und ein Schulchor, und seit 1998 eine Jazz-Combo, die 2005 eine CD aufgenommen hat. Es wird Basketball, Tischtennis, Judo und Fußball trainiert, über die spezielle Relativitätstheorie nachgedacht und Naturwissenschaft und Technik begreifbar gemacht. Besonderes Augenmerk verdient das Kooperationsprojekt mit der Carl-Orff-Schule für geistig behinderte Kinder, die Schulsanitäts-AG und die von Schülern gestaltete Hausaufgaben- und Mittagsbetreuung. Das Gymnasium am Romäusring nimmt mit einigen Arbeitsgemeinschaften am Jugendbegleiterprogramm Baden-Württemberg teil.
Engagieren können sich die Schüler auch in der Schülermitverantwortung (SMV), die unter Betreuung der beiden gewählten Vertrauenslehrer Projekte und inner- sowie außerschulische Veranstaltungen im Sport-, Unterhaltungs- und sozialen Bereich organisieren. Die Tradition einer Schülerzeitung geht zurück auf die Romäuspost aus dem Jahr 1958 und setzt sich mit einigen Pausen und Namensänderungen bis zur heutigen GAR Times fort.

### Internationale Kooperation

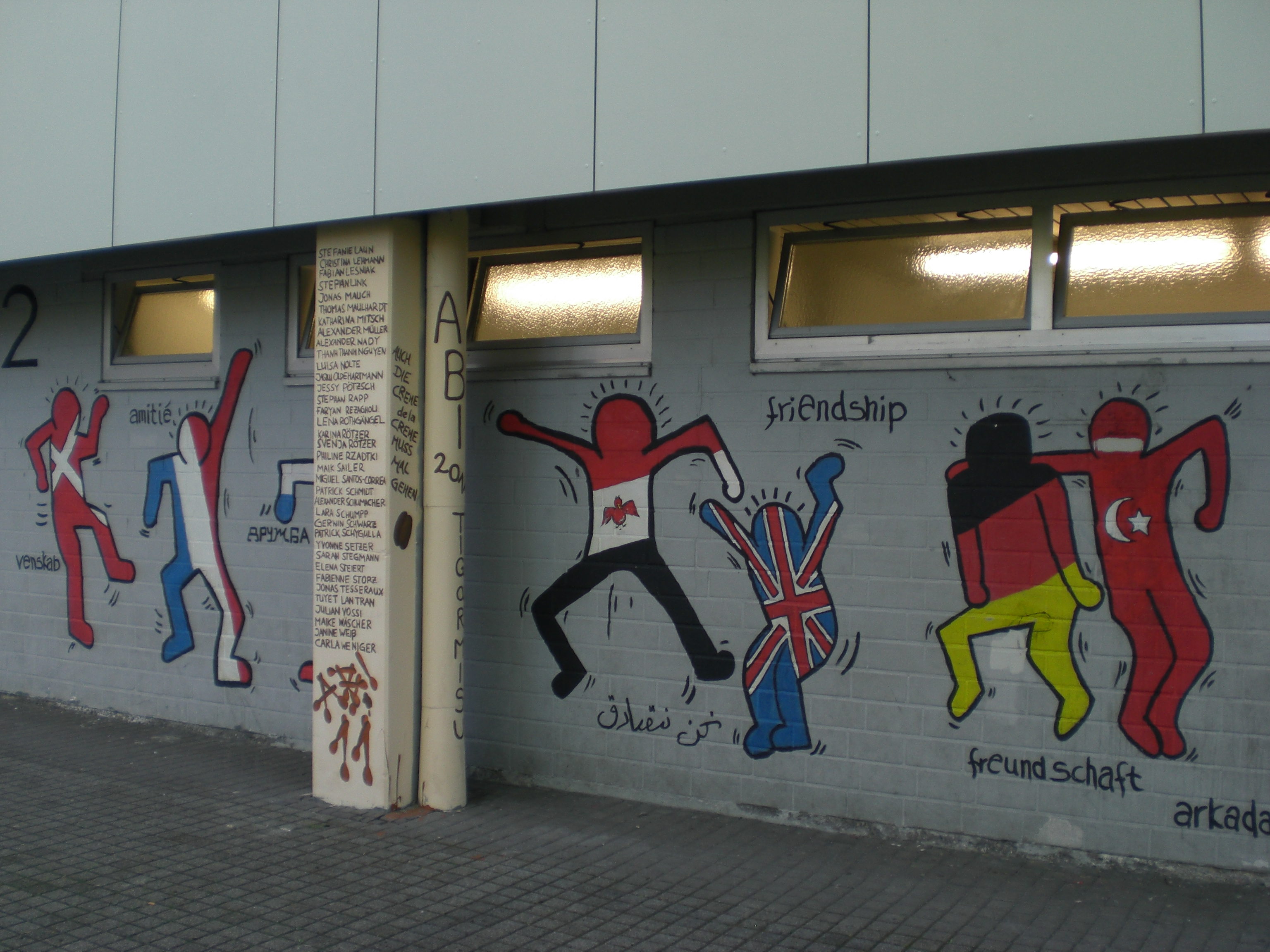
Das Wort „Freundschaft“ in den Sprachen der Partnerschulen.

Das Gymnasium am Romäusring ist mit diversen Schulen in Europa vernetzt und bietet Austauschprogramme, welche klassenweise oder als Arbeitsgemeinschaft mit Vorbereitung organisiert werden. Es gibt Kontakte mit den Partnerstädten von Villingen-Schwenningen Pontarlier, La Valette du Var (beide Frankreich) und Tula (Russland). Darüber hinaus sind noch weitere Partnerschaften mit der St. Michael’s C.E. High School in Chorley (Großbritannien), der Deutschen Schule der Borromäerinnen in Kairo und dem Kolej Vakfi in Gaziantep (Türkei).

## Sonstiges
Seit 1999 gab es am Gymnasium am Romäusring die Möglichkeit, das Abitur in den damals noch unüblichen acht Jahren, abzulegen, bis die Landesregierung dies 2004 für alle verbindlich festlegte. Die Schule gehörte damit zu den ersten Bildungseinrichtungen im Land Baden-Württemberg, wo ein solcher „Turbozug“ modellweise angeboten wurde, um Erfahrungen mit G8 zu sammeln und begabte Schüler zusätzlich zu fordern.
Um finanzielle Unterstützung der Arbeitsgemeinschaften, einzelner Schüler bei Exkursionen und an anderen Stellen sowie die ideelle Beziehungspflege zwischen der Stadt, der Schule und den Schülern kümmert sich der Freundeskreis Gymnasium am Romäusring e. V. seit 1974.

## Schulleiter
- Karl Friedrich Weis (1909–1918)[20]
- Josef Metzger (1919–1929)
- Dr. Oskar Ballweg (1929–1945)
- Dr. Karl Schilling (1945–1949)
- Heinrich Schwall (1949–1971)
- Ulrich Stratmann (1972)
- Dr. Werner Herz (1972–1990)
- Raimund Fleischer (1990–2010)
- Rainer Krautheimer (2010–2013)
- Friedeman Schmidt (2013–2014)
- Matthias Reuter (2014–2018)
- Jochen von der Hardt (2018–)

## Bekannte ehemalige Lehrer und Schüler
Lehrer:
- Thierry Blondeau (* 1961), französischer Komponist, Fremdsprachenassistent 1983/1984
- Eugen Kopp (1903–1993), Sportlehrer an der Oberschule für Jungen
- Günther Reichelt (1926–2021), Biologe, Geograph und Naturschützer
- Paul Revellio (1886–1966), Lehrer und Heimatforscher
- Günther Wassilowsky (* 1968), Kirchenhistoriker und Theologe

Schüler:
- Heike Hänsel, Abgeordnete der Partei Die Linke
- Klaus Kornwachs, Physiker und Technikphilosoph
- Juliane Maier, Fußballspielerin
- Ortrun Schätzle, Politikerin (CDU), MdB
- Martin Schmitt, Skispringer
- Hartmann von der Tann, Funk- und Fernsehjournalist, ARD-Chefredakteur
- Johannes-Peter Timm, Sprachwissenschaftler (Anglistik) und Fachdidaktiker für moderne Fremdsprachen
- Siegfried Wendt, Professor (Digitaltechnik)